# The Watermelon Patch
The Watermelon Patch è un cortometraggio muto del 1905 diretto da Wallace McCutcheon e da Edwin S. Porter.
Il filmato è un concentrato degli stereotipi razzisti che a lungo caratterizzeranno la rappresentazione degli afroamericani nel cinema statunitense. Essi venivano fatti apparire come figure caricaturali e primitive, eterni bambini ("pickaninnies"), ladri,  impegnati in danze scomposte e selvagge, "mangiatori di cocomero", privi di intelligenza, educazione e buone maniere e portati a sentimenti eccessivi.

## Trama
Alcuni uomini afroamericani si intrufolano in una coltivazione di cocomeri. Sorpresi da due guardiani, riescono a scappare con la refurtiva. Mentre gli altri li cercano, loro si rifugiano in famiglia, dove, con i parenti, si godono i frutti della loro spedizione, abbandonandosi alle danze e quindi al consumo dei prelibati frutti. I guardiani giungono alla loro capanna, chiudono il camino così che il fumo invada l'interno e ridono divertiti a vedere la loro fuga disordinata.

## Produzione
Il film fu prodotto dalla Edison Manufacturing Company.

## Distribuzione
Distribuito dalla Edison Manufacturing Company, il film - un cortometraggio in una bobina - uscì nelle sale cinematografiche USA il 24 ottobre 1905.
Copia della pellicola è ancora esistente.